# Club Jorge Newbery (Villa Mercedes)
El Club Jorge Newbery, también conocido simplemente como Jorge Newbery de Villa Mercedes o Newbery de Villa Mercedes, es un club deportivo de Argentina de la ciudad de Villa Mercedes,  provincia de San Luis. Fue fundado el 5 de mayo de 1945. Disputa la Liga Mercedina de Fútbol, en la que es el club con mayor cantidad de títulos (19).
Mantiene grandes rivalidades con la mayoría de clubes de Villa Mercedes, tales como Colegiales, Aviador Origone, Alianza, Sportivo Pringles y Sportivo Mercedes.

## Historia

### Fundación
Fue fundado el 5 de mayo de 1945 bajo el nombre Club Atlético Base Aérea. En un inicio fue formado con la idea de fomentar la actividad entre el personal militar superior, subalternos y soldados, siendo su primer presidente el mayor del Ejército Mario César Fox. Con este nombre obtuvo su primer título local en 1950. Al año siguiente compró dos manzanas en el barrio Pringles, donde levantó su campo deportivo. Un par de años después, el nombre del club cambió a Jorge Newbery en honor al pionero de la aeronáutica argentina.

### Juan Gilberto Funes
Tras ser campeón de la Liga de Fútbol de Mercedes en 1982, logró participar en el torneo regional del próximo año, donde tuvo el orgullo de contar en el plantel con Juan Gilberto Funes quien luego fue el máximo exponente del fútbol puntano. Newbery terminó tercero con 9 puntos a 2 del finalista de la zona Sportivo Estudiantes  (11 puntos).

### Liga Mercedina
Jorge Newbery es el máximo ganador de la Liga Mercedina de Fútbol (1950; 1955; 1958; 1972; 1977; 1978; 1982; 1988; 1992; 1994; 1997; 2000; 2002; 2004; 2005; 2008; 2012; 2013; 2018; 2022) con 20 campeonatos ganados desde su fundación.
Fue el ganador de la primera edición de la Copa Villa Mercedes en el año 2018 y Copa UPrO 2019.

### Campeonatos de AFA

#### Torneos Regionales
- Regional 1978: En su primer torneo de AFA, el pitojuan se enfrentó a Juventud Unida Universitario donde fue eliminado en la primera etapa por un global de 3 a 2.

- Regional 1983: Realizó una regular fase de grupos donde no logró la clasificación a la siguiente etapa.

#### Torneo del Interior
- TDI 92-93: Realizó una regular fase de grupos donde no logró la clasificación. Terminó tercero con 5 puntos, a 1 punto de San Martín (Mendoza), uno de los clasificados.

- TDI 94-95: Quedó eliminado en fase de grupos tras una paupérrima campaña.

#### Torneos Argentino B
- Argentino B 97-98: A puertas del ascenso. Realizó dos muy buenas fases de grupos que lo llevaron a la fase de grupo final por el ascenso donde se enfrentaría a un arrollador Central Córdoba (SdE) que sacó 16 puntos de 18 posibles haciéndose con el ascenso del grupo B.

- Argentino B 99-00: Quedó eliminado en fase de grupos.

- Argentino B 00-01: Quedó eliminado en fase de grupos.

#### Torneo Federal C
- TDI 2005: Quedó eliminado en fase de grupos.

- TDI 2006: Quedó eliminado en octavos de final ante Atlético Argentino (Mendoza) por un global de 3 a 0.

- TDI 2009: Quedó eliminado en treintaidosavos de final ante Andes Talleres por un global de 5 a 1.

- TDI 2011: Quedó eliminado en primera fase ante Alianza Coronel Moldes por un global de 2 a 1.

#### Ascenso al Federal B
Tras varios años de malas campañas, el león participó en el Torneo del Interior 2013 en el grupo 28. Compartió grupo con Aviador Origone, Banda Norte, y San Martín (VM). Clasificó segundo con 9 pts por diferencia de gol detrás de Banda Norte, clasificando a la fase eliminatoria. En la primera fase se enfrentó a Sarmiento de Tilisarao  superándolo por 5 a 2 en el global. En la segunda fase se enfrentaba a El Trapiche (San Luis), que venía de vencer por 8 a 0 en el global a Naschel Unidos. En la ida y de local lo derrotó 1 a 0. La vuelta se jugó en cancha de Estancia Grande. Allí, el aurinegro ganaría por 2 a 0. En la tercera fase recibía a Racing Club (EC) que comenzó ganando el encuentro. Sin embargo, sobre el tiempo suplementario, el aurinegro lo empató terminando el encuentro de ida 1 a 1. En la vuelta Jorge Newbery ganó por 1 a 0. 
Finalmente se enfrentaría a Andes (General Alvear)  en la fase final por el ascenso. El encuentro de ida a disputarse en Mendoza se postergó 3 días por intensas lluvias que inundaron el campo de juego. Aun así, el pitojuan, se impuso por 1 a 0 quedando a tan solo un paso del ascenso, que se definiría en tierras mercedinas. El día después del aniversario número 68.º del club, con un gran marco, Jorge Newbery derrotó al par mendocino por 2 a 0 consiguiendo el ascenso al Torneo Argentino B.

#### Torneo Federal B
- Argentino B 2013/14: Tras su retorno a la tercera división del fútbol argentino, luego de 12 años, realizó una mala fase de grupos que lo llevó a jugar un partido de desempate en cancha neutral con su homónimo de venado tuerto (Jorge Newbery) para mantener la permanencia en la categoría. El encuentro lo ganó el pitojuan por 1 a 0.

- Federal B 2014: Realizó una buena fase de grupos, tercero en su zona, clasificando a cuartos de final donde sería eliminado por 9 de Julio (Morteros) en un global por 3 a 2.

- Federal B 2015: En una muy buena fase de grupos, segunda posición, a solo un punto de diferencia con Huracán Las Heras, se adjudicó el pase a la segunda fase donde por la diferencia de gol con Tiro Federal Morteros lo clasificó a los cuartos de final, donde nuevamente fue eliminado pero de la mano de Sportivo Rivadavia (Venado Tuerto) por un global de 5 a 2.

- Federal B 2016: Realizó una regular fase de grupos donde no logró la clasificación.

- Federal B Complementario 2016: La peor temporada para el club en la cual terminó en descenso directo a causa de una paupérrima campaña de 15 puntos en 18 partidos.

#### Torneo Federal C
- Federal C 2017: Tras clasificar segundo en su fase de grupo, eliminó en octavos de final a CAI San Luis por un global de 4 a 3.[10] En cuartos de final, vencería a ATE II de Villa Mercedes por 5 a 2 en el global.[11] En la semifinal se enfrentó a Andes (GA), donde tras un global 3 a 3, quedaría eliminado en la tanda de penales 13 a 14 a favor de los mendocinos, quien luego ganaría la final y el ascenso.

#### Torneo Federal B
- Federal B 2017: Luego de la baja de Empleados de Comercio (Mendoza), el club sería invitado a disputar el Torneo Federal B 2017.[12][13] Realizó una regular fase de grupos donde no logró la clasificación.

### Últimos años

#### Torneo Regional Federal Amateur
- TRFA 2019: Tras la eliminación del Federal C y B, Newbery disputaría la nueva cuarta división para los clubes indirectamente afiliados a la AFA; el Torneo Regional Federal Amateur. Esta nueva división daba el ascenso al Federal A. Sin embargo, quedaría eliminado en fase de grupos.
- TRFA 2020: Clasificó a la segunda etapa como primero de la Zona 5 con 10 puntos. Allí perdió el primer partido ante Alianza Futbolística por 1-0 en contra. Sin embargo, el torneo sería suspendido luego de esta fecha debido a la cuarentena ocasionada por la pandemia de COVID-19.
- TRFA 2020-21: Luego de la cancelación del anterior torneo, el león sería ubicado en la Zona 1 de la Región Cuyo junto con Alianza, Sportivo la Quebrada y Defensores PdlF. Haría una campaña irregular y quedaría eliminado quedando en el tercer puesto.
- TRFA 2021-22: El aurinegro sería ubicado en la Zona 1 y clasificaría como segundo detrás de EFI Juniors. En la segunda ronda se enfrentaría a  Huracán (SL), cayendo por un global de 2-1.
- TRFA 2022-23: En la siguiente edición del certamen quedaría ubicado en la Zona 10 y clasificaría como primero del grupo con 14 puntos. En la segunda ronda se enfrenta a Unión (SL).

## Comisión directiva
- Presidente: Omar Berenguer
- Secretario: Ariel Ramazzotti
- Tesorero: Guillermo Arredondo
- Vocales Titulares:
- 1º Marcelo Nuñez
- 2° Andrés Lavalle Cobo
- 3º Federico Merlo
- 4º Mauricio Mahón
- 5º Sebastián Rudi
- Vocales Suplentes:
- 1º Fernando Vallica
- 2º Antonella Gargiullo
- 3º Federico Fonzar
- Revisor de Cuentas: Rodolfo Periale
- Intendente: Duilio Audrito

## Uniforme
- Uniforme titular: Camiseta amarilla con rayas negras, pantalón negro, medias amarillas.
- Uniforme alternativo: Camiseta amarilla, pantalón amarillo, medias negras

## Estadio
Newbery se desempeña como local en el Estadio Osvaldo Centioni, tanto en los torneos de AFA como también en los partidos organizados por Liga de Fútbol de Villa Mercedes.
Está ubicado sobre las calles: Suipacha, Buenos Aires, Tucumán y Bélgica, aproximadamente a 6 cuadras del centro de la ciudad. Cuenta con:
- Dos canchas de tenis.
- Pileta de natación.
- Dos canchas de fútbol.
- Un polideportivo que fue remodelado hace pocos meses, en el cual se practica patín y básquet. También está la secretaría, donde están todos los trofeos y fotos históricas, de viejos equipos y viejos logros obtenidos por el club.

Es uno de los estadios más grande de Villa Mercedes gracias a su capacidad de 7.500 espectadores. También posee uno de los mejores campos de juego. Además del futbol, se practican otras  actividades, tales como patín, básquet, natación y taekwondo (femenino y masculino).

## Datos del club
Actualizado al 25 de enero de 2021.
- Temporadas en cuarta división: 11 (1997/98, 1999/00, 2000/01, 2013/14, 2014, 2015, 2016, 2016/17, 2017/18, 2019, 2020/21)
- Temporadas en quinta división: 6  (2005, 2006, 2009, 2011, 2013, 2017)
- Temporadas en el Torneo Regional: 2 (1978, 1983)
- Temporadas en el Torneo del Interior: 2 (1993/94, 1994/95)

### Total partidos oficiales
Actualizado al 25 de enero de 2021.
| Campeonato                         | PJ  | PG | PE | PP | GF  | GC  | Dif. G |
| ---------------------------------- | --- | -- | -- | -- | --- | --- | ------ |
| Primera División                   | -   | -  | -  | -  | -   | -   | -      |
| Segunda División                   | -   | -  | -  | -  | -   | -   | -      |
| Tercera División                   | -   | -  | -  | -  | -   | -   | -      |
| Cuarta División (2018-Actualmente) | 156 | 51 | 36 | 66 | 196 | 203 | -7     |
| Quinta División (2005-2018)        | 57  | 22 | 16 | 17 | 71  | 57  | 14     |
| Copa Argentina                     | 3   | 1  | 1  | 1  | 4   | 2   | 2      |
| Torneo Regional (1967-1986)        | 10  | 4  | 2  | 4  | 12  | 14  | -2     |
| Torneo del Interior (1986-1995)    | 8   | 4  | 2  | 8  | 15  | 20  | -5     |
| TOTAL                              | 234 | 82 | 52 | 96 | 298 | 296 | -2     |

## Entrenadores

### Cuerpo técnico 2019
- Entrenador:
  -  Fernando Lunardi
- Ayudante de campo:
  -  Mauro Rosales
- Preparador físico:
  -  Carlos Fratín
- Médico:
  -  Jorge Rudi
  -  Diego García Oribe
- Kinesiólogo:
  -  Oscar Cerdan
- Utilero:
  -  Francisco Ortiz

#### Cronología de los entrenadores
Solo se encuentran los años en que el club participó en torneos que organiza el Consejo Federal de la AFA.
- 2012-2013: Gastón Leva -  Claudio González (interinos)[14]
- 2014-2015: Claudio Del Bosco[15]
- 2016: Gerardo Quiroga/Fernando Lunardi
- 2016: Gerardo Gómez/Sergio Coleoni
- 2017: Marcelo Bertolini
- 2017: Sergio Coleoni
- 2017: Salvador Ragusa
- 2018-Actualmente: Mauro Rosales

## Palmarés

### Torneos nacionales
- Torneo del Interior 2013

### Torneos regionales
- Liga de Fútbol de Villa Mercedes (20):
- Liga de Fútbol de Villa Mercedes 1950
- Liga de Fútbol de Villa Mercedes 1955
- Liga de Fútbol de Villa Mercedes 1958
- Liga de Fútbol de Villa Mercedes 1972
- Liga de Fútbol de Villa Mercedes 1977
- Liga de Fútbol de Villa Mercedes 1978
- Liga de Fútbol de Villa Mercedes 1982
- Liga de Fútbol de Villa Mercedes 1988
- Liga de Fútbol de Villa Mercedes 1992
- Liga de Fútbol de Villa Mercedes 1994
- Liga de Fútbol de Villa Mercedes 1997
- Liga de Fútbol de Villa Mercedes (anual) 2000
- Torneo Apertura 2002
- Torneo Apertura 2004
- Torneo Apertura 2005
- Torneo Apertura 2008
- Torneo Apertura 2012
- Liga de Fútbol de Villa Mercedes (anual) 2013
- Torneo Primera "A" 2018
- Torneo Primera "A" 2022

- Copa Villa Mercedes (2):
- Copa Villa Mercedes 2018
- Copa Villa Mercedes UPro 2019